# Olympische Winterspiele 2002/Teilnehmer (Monaco)
| Gelbes Symbol für Goldmedaillen mit stilisierten Olympischen Ringen | Graues Symbol für Silbermedaillen mit stilisierten Olympischen Ringen | Braundes Symbol für Bronzemedaillen mit stilisierten Olympischen Ringen |
| ------------------------------------------------------------------- | --------------------------------------------------------------------- | ----------------------------------------------------------------------- |
| —                                                                   | —                                                                     | —                                                                       |

Monaco nahm an den Olympischen Winterspielen 2002 im US-amerikanischen Salt Lake City einzig im Bobfahren mit einer Delegation von fünf Athleten teil.

## Teilnehmer nach Sportarten

### Bob
Zweierbob
- Sébastien Gattuso
- Patrice Servelle

Viererbob
- Sébastien Gattuso
- Patrice Servelle
- Albert Grimaldi
- Charles Oula
- Jean-François Calmes